# 本願寺 (徳島市)
本願寺（ほんがんじ）は、徳島県徳島市南島田町にある新真言宗の寺院。山号は壽法山。本尊は阿弥陀如来坐像。寺宝中の「紙本墨書聖徳太子伝暦2巻」は国の重要文化財である。

## 歴史
創建年は不詳。江戸時代初期、3代将軍・徳川家光の御代に創建されたと伝わる。『徳島市史』では、平安時代の創建とある。初代勢宥和上が開墓とされる。本尊の阿弥陀如来坐像は平安時代末期の作と推測される。
1874年（明治7年）4月には、時小学校（現徳島市立加茂名小学校）が境内に開設。1910年（明治43年）8月29日には「紙本墨書聖徳太子伝暦2巻」が国の重要文化財に指定された。また本願寺の東隣には両八幡神社が鎮座している。

## 文化財
重要文化財（国指定）
- 紙本墨書聖徳太子伝暦2巻 - 1910年（明治43年）8月29日指定

徳島市指定有形文化財
- 春日鹿曼荼羅図

## 交通
- JR徳島線蔵本駅より西へ徒歩約5分。